# Лавалье, Хуан Гало де
Хуан Гало де Лавалье (исп. Juan Galo de Lavalle; 17 октября 1797, Буэнос-Айрес, вице-королевство Рио-де-ла-Плата — 9 октября 1841, Сан-Сальвадор-де-Жужуй) — аргентинский военный, государственный и политический деятель, внесший немалый вклад в становление аргентинской государственности. Генерал, губернатор провинции Мендоса (1824) и провинции Буэнос-Айрес (1828—1829).

## Биография
Военную карьеру начал в 1812 году, поступив на службу в гренадерский кавалерийский полк.
В 1813 г. Хуан Гало де Лавалье получил звание лейтенанта, и по приказу председателя Генеральной конституционной ассамблеи Объединённых провинций Ла-Платы Карлоса Мария де Альвеара был направлен к новому месту службы для осады испанских роялистов в Монтевидео.
Боролся с представителями испанской власти на территории вице-королевства Перу. Отличился в войне за независимость Перу.
Активный сторонник концепции унитарного централизованного государства с правительством в Буэнос-Айресе, был участником войны за независимость Аргентины, последовавшей после принятия Декларации независимости Аргентины в 1816 году, сражался против аргентинских федералистов.
В 1816 г. присоединился к Андской армии Хосе де Сан-Мартина, в рядах которой боролся за независимость Чили.
Участник многих войн за независимость испанских колоний в Америке и сражений в странах Латинской Америки.
Принимал участие в 1820—х годах в Аргентино-бразильской войне между Соединёнными провинциями Южной Америки и Бразильской империей, декабрьском перевороте в Аргентине (1828—1831), в 1838 году — в отражении французской блокады Рио-де-ла-Плата, с 1839 г. — в гражданской войне в Уругвае. Возглавил унитариев в очередной гражданской войне в Аргентине.
После поражения в сражении при Фамаилье Лавалье бежал в Сальту, где он планировал начать партизанское сопротивление, но люди из Корриентеса покинули его и вернулись в свою провинцию. Это заставило его уехать в сторону Сан-Сальвадор-де-Жужуй. 9 октября 1841 года федералисты нашли дом, где находился Лавалье, и выстрелили в дверь. Одна из пуль прошла через замок и его ранила. Лавалье скончался позже в тот же день. Его офицеры, принявшие решение не оставлять тело генерала на поругание врагу, увезли и похоронили его в Буэнос-Айресе на кладбище Реколета.

## Память
- Имя генерала носит площадь Лавалье в столице Аргентины, на которой находится Дворец правосудия и штаб-квартира Верховного Суда, ряд других судов низших инстанций.
- На площади Лавалье установлен величественный памятник национальному герою.
- Почта Аргентины выпустила в 1941 г. марку, посвящённую Лавалье.

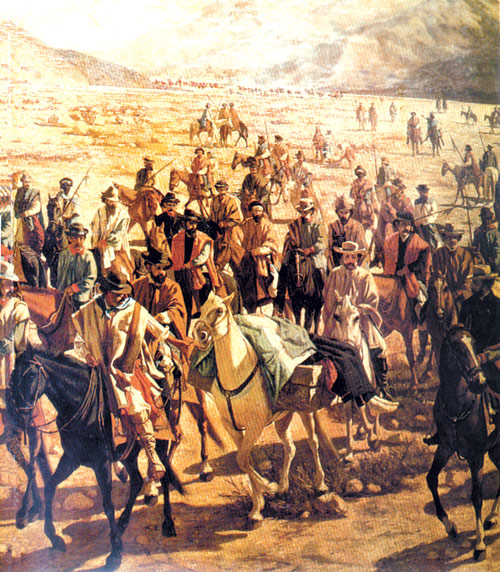
Фрагмент картины 1889 года: солдаты Лавалье увозят тело погибшего генерала
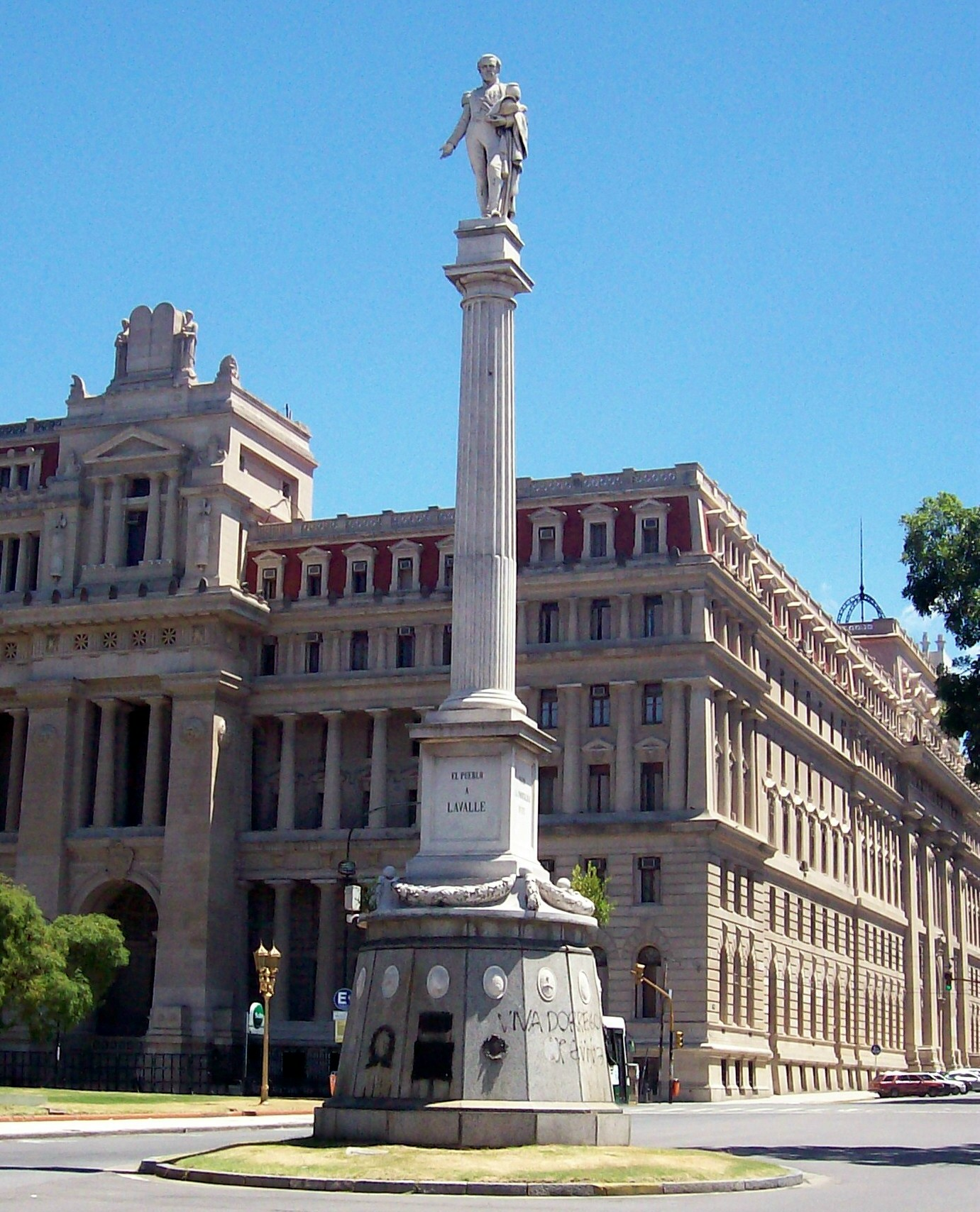
Памятник на площади его имени
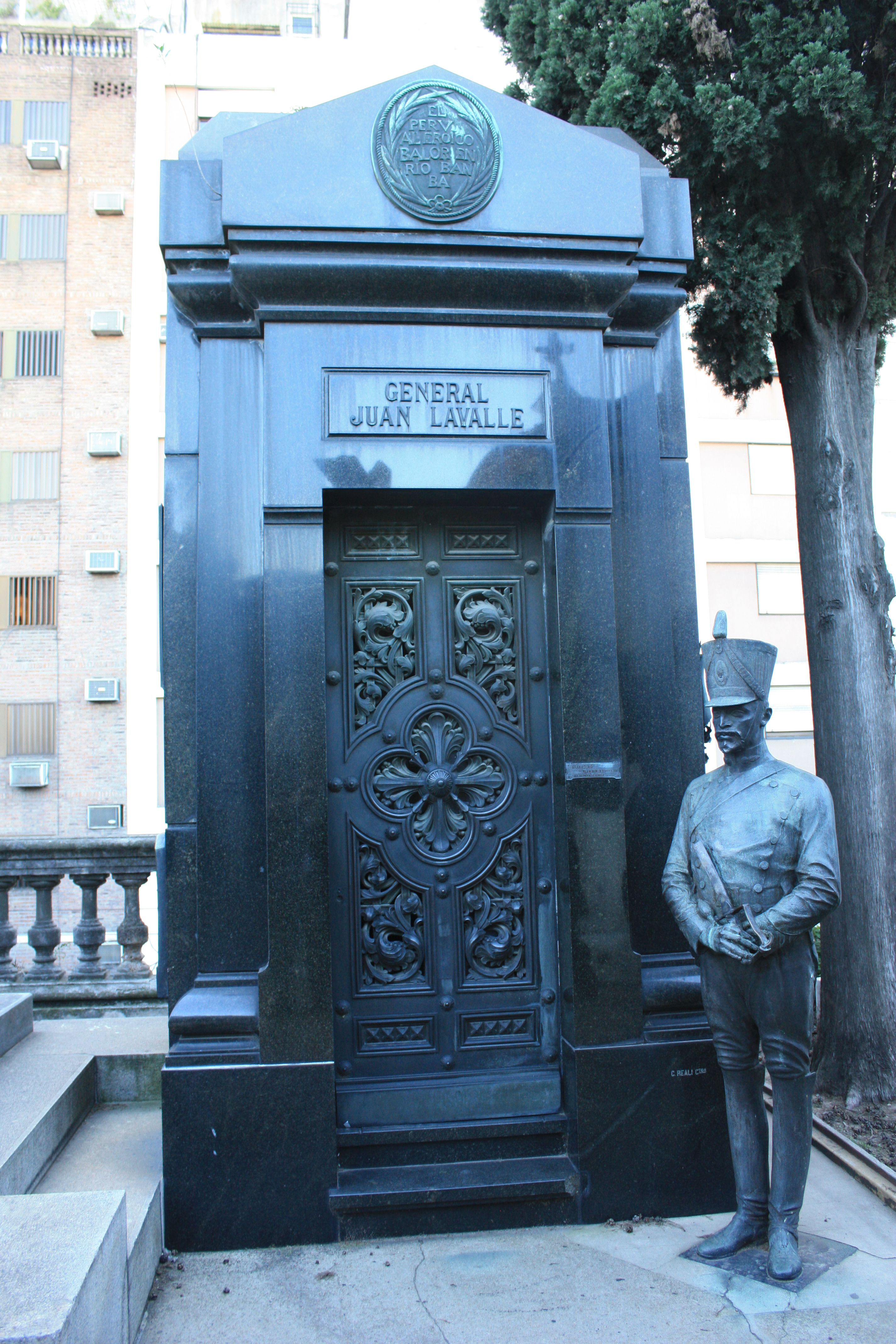
Могила Хуана де Лавалье